# 谷津站
谷津站（日语：／ Yatsu eki */?）是一個位於千葉縣習志野市，屬於京成電鐵本線的鐵路車站。車站編號是KS25。

## 年表
- 1921年（大正10年）7月17日 - 車站啟用，當時稱為谷津海岸站。
- 1927年（昭和2年）8月21日至1934年（昭和9年）5月，連結京成遊園地（之後的谷津遊園）的京成谷津支線通車，支線設有谷津遊園地站。
- 1936年（昭和11年）4月10日 - 支線廢除，車站改稱谷津遊園站。
- 1939年（昭和14年） - 戰時，車站改稱谷津海岸站。
- 1948年（昭和23年）4月1日 - 車站重新改稱谷津遊園站。
- 1967年（昭和42年） - 改良工程，完成現行站房與月台。
- 1984年（昭和59年）11月24日 - 為配合谷津遊園關閉，車站改稱谷津站。
- 1985年（昭和60年）10月 - 取消停靠特急。
- 2002年（平成14年）10月12日 - 新增快速列車取代急行，本站僅停靠普通列車。
- 2009年（平成21年）4月27日 - 站房與月台增設電梯。

## 車站構造
本站為島式月台1面2線地面車站。
站房在月台正上方，突出於下總台地邊緣海蝕崖上。北側入口面對台地面，無高低差，南側入口面對過去海岸線方向，高於位於海蝕崖底部的地面。因此，本站也成為民眾來往位於下總台地台地面的谷津五丁目，與台地底下填海地的谷津四丁目的主要步行通道。2000年代，南口階梯增設電扶梯與電梯，並與車站大樓「谷津廣場」直通。另外，站房與月台間亦有電梯連通。
京成本線從本站往上行方向（西側）是行駛於海岸低地，往下行方向（東側）是經東北方的舊谷津村谷地爬上下總台地。
| 月台 | 路線     | 方向 | 目的地                                     |
| ---- | -------- | ---- | ------------------------------------------ |
| 1    | 京成本線 | 下行 | 日暮里、上野、押上、 淺草線、 京急本線方向 |
| 2    | 京成本線 | 上行 | 津田沼、千葉、成田機場、 新京成線方向      |

## 使用情況
2016年平均每天上下車人次有10,824人，京成線內69個車站當中排行第36位。
近年1日平均上車人次推移如下表。
| 年度               | 1日平均 上下車人次 | 1日平均 上車人次 |
| ------------------ | ------------------ | ---------------- |
| 1998年（平成10年） |                    | 7,366            |
| 1999年（平成11年） |                    | 7,055            |
| 2000年（平成12年） |                    | 6,829            |
| 2001年（平成13年） |                    | 6,647            |
| 2002年（平成14年） |                    | 6,343            |
| 2003年（平成15年） |                    | 5,937            |
| 2004年（平成16年） |                    | 5,752            |
| 2005年（平成17年） |                    | 5,668            |
| 2006年（平成18年） | 11,650             | 5,669            |
| 2007年（平成19年） | 11,603             | 5,713            |
| 2008年（平成20年） | 11,387             | 5,640            |
| 2009年（平成21年） | 11,234             | 5,573            |
| 2010年（平成22年） | 11,235             | 5,576            |
| 2011年（平成23年） | 11,022             | 5,472            |
| 2012年（平成24年） | 11,125             |                  |
| 2013年（平成25年） | 11,188             |                  |
| 2014年（平成26年） | 10,864             |                  |
| 2015年（平成27年） | 10,861             |                  |
| 2016年（平成28年） | 10,824             |                  |

## 車站周邊
- 谷津玫瑰園 - 谷津遊園的一部分。
- 谷津干潟（日语：谷津干潟）
- 國道14號（千葉街道）
- 京葉道路花輪交流道
- 讀賣巨人軍發源地之碑 - 谷津遊園の一角に練習場があった。
- 谷津保健醫院
- 東京灣岸復健醫院
- 習志野谷津郵便局
- YorkMart（日语：ヨークマート）谷津店

## 巴士
南口步行5分左右可至京成巴士谷津二丁目巴士站。
平和交通銀座站、東京站發車的深夜急行巴士谷津站只能下車。
- 京成巴士系統（日语：京成バスシステム）東11、ら01系統：東船橋站 - 津田沼站南口 - 谷津站 - 船橋競馬場站 - Lalaport東口 - 南船橋站
- 津71（谷津線）：津田沼站南口－奏之杜三丁目 - 谷津小學校 - 谷津二丁目 - 谷津Park Town - 谷津南小學校 - 谷津干潟
- 津72（谷津線）：津田沼站南口 - 第一中学校 - 谷津小學校 - 谷津二丁目 - 谷津Park Town - 谷津南小學校 - 谷津干潟
- 平和交通深夜急行巴士 津田沼、勝田台線：銀座站 - 東京站八重洲口 - 谷津站 - 津田沼站 - 北習志野 - 東葉勝田台站

## 圖片

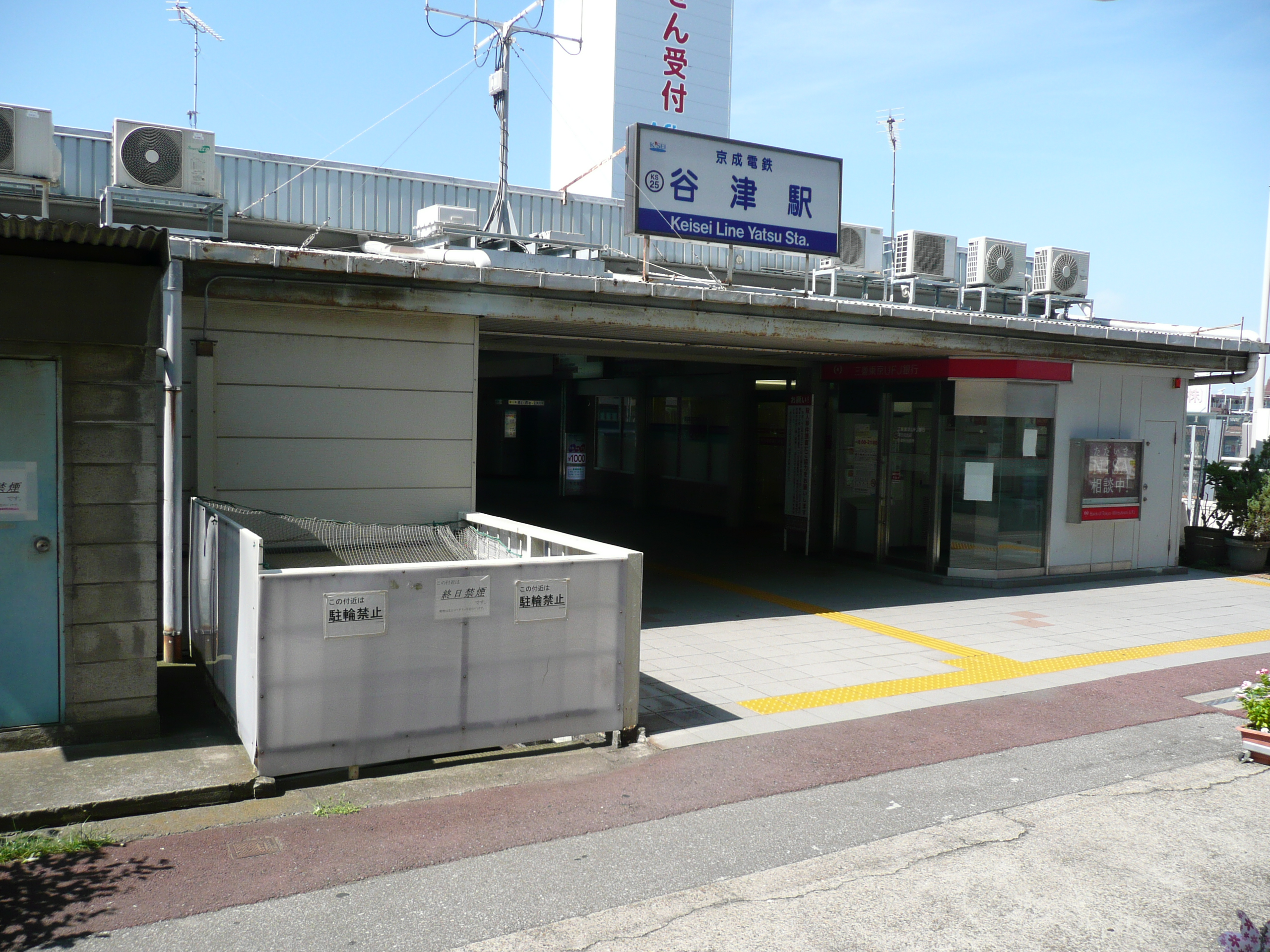
北口（2013年8月）
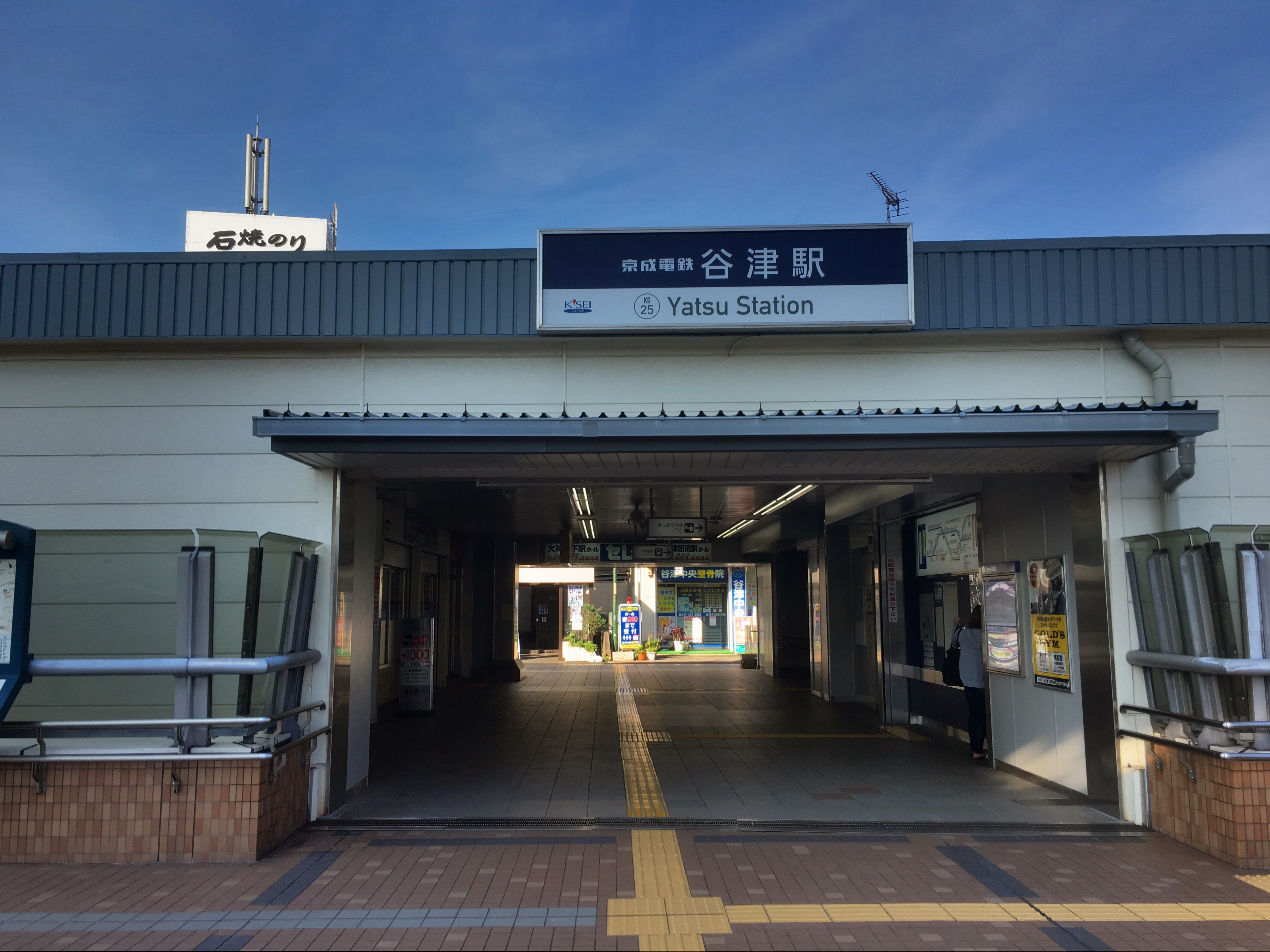
南口（2019年9月）
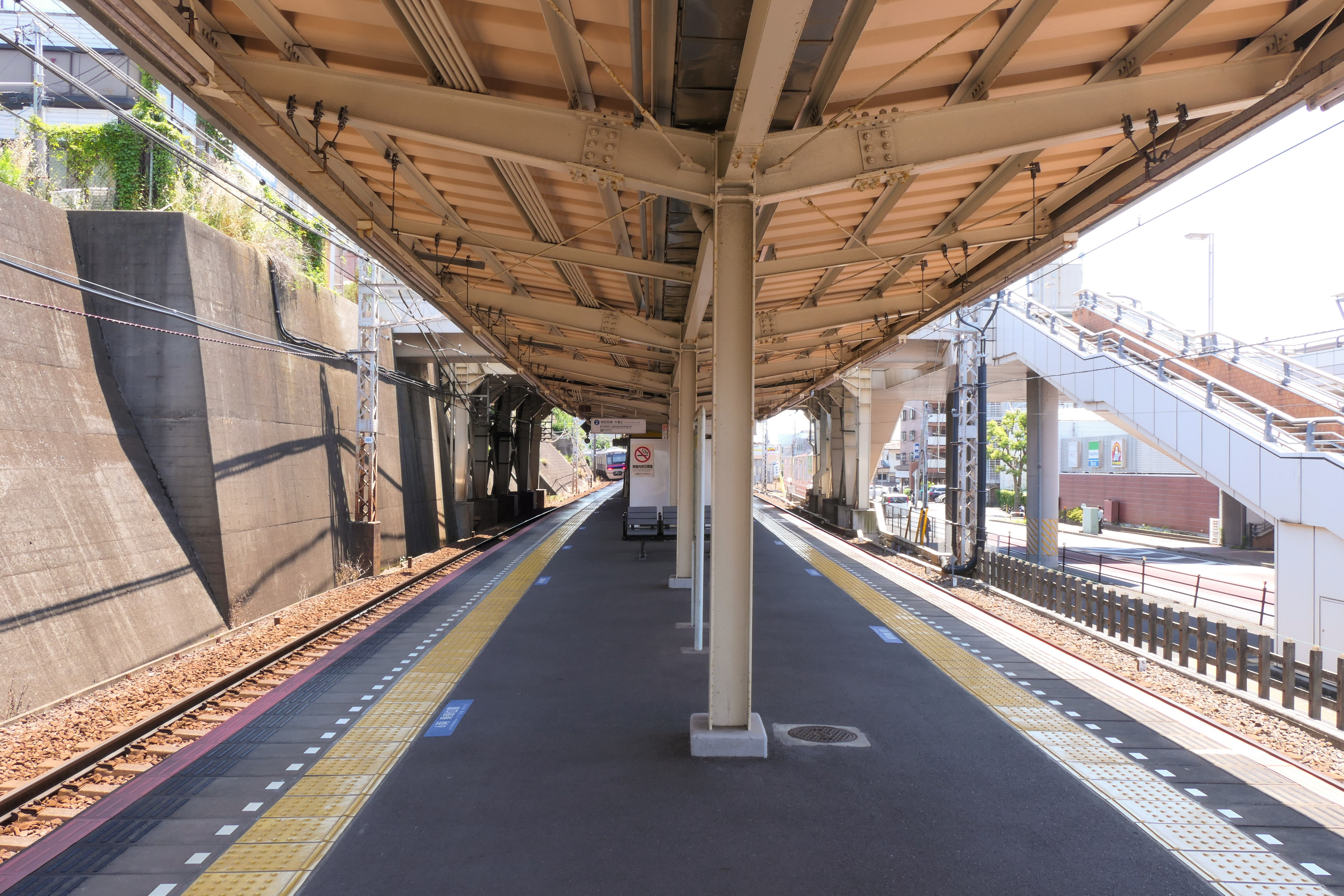
月台（2021年6月）
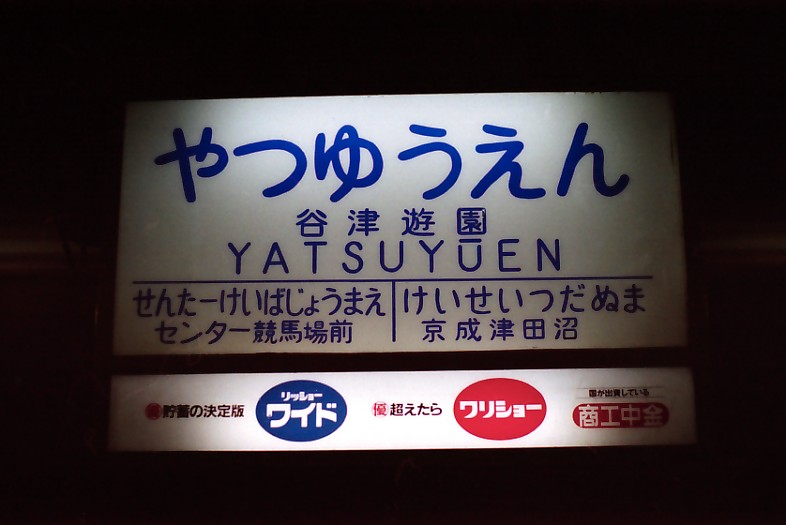
谷津遊園站時期的站名標（1985年）

## 相鄰車站
京成電鐵
 本線
■快速特急、■特急、■通勤特急、■快速
通過
■普通
船橋競馬場（KS24）－谷津（KS25）－京成津田沼（KS26）

## 外部連結
- 谷津｜電車與車站資訊｜京成電鐵
- 谷津站PDF - 京成電鐵